# Thomas Carrigan

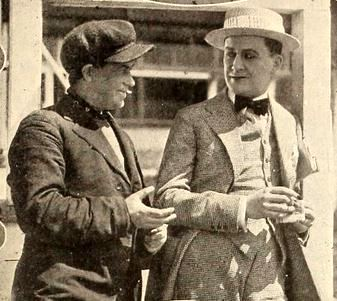
Escena de Checkers (1919), con Robert Elliott y Thomas Carrigan

Thomas Carrigan (13 de abril de 1886-2 de octubre de 1941) fue un actor teatral y cinematográfico de nacionalidad estadounidense, activo en la época del cine mudo.

## Biografía
Nacido en Lapeer, Míchigan, su nombre completo era Thomas J. Carrigan. Se inició como actor teatral, debutando en el cine en 1911 en un cortometraje de Selig Polyscope Company, productora con sede en Chicago para la cual interpretó sus primeros treinta filmes, rodados hasta el año 1914. Posteriormente fue cambiando de productora, y su carrera en el cine se prolongó hasta 1932, rodando un total de una cincuentena de películas. 
Fue uno de los maridos de la actriz Mabel Taliaferro, con la que actuó en 1912 en Cinderella, film en el cual Carrigan interpretaba al príncipe azul. Ambos protagonizaron también Peggy, the Will O' the Wisp, un film de 1917 dirigido por Tod Browning.
Thomas Carrigan falleció en 1941 en Lapeer, Míchigan, a causa de una hemorragia cerebral.

## Teatro
- The Deadlock, de Margaret Turnbull (Broadway, 20 de enero de 1914)
- Mother Carey's Chickens, de Kate Douglas Wiggin y Rachel Crothers (25 de septiembre de 1917)
- The Copperhead, de Augustus Thomas (Broadway, 18 de febrero de 1918)
- Mongolia, de Conrad Westervelt (Broadway, 26 de diciembre de 1927)

## Filmografía
- A Novel Experiment, de Joseph A. Golden (1911)
- Montana Anna, de Joseph A. Golden (1911)
- The Visiting Nurse, de Joseph A. Golden (1911)
- Ten Nights in a Bar Room, de Francis Boggs (1911)
- The Mission Worker, de Joseph A. Golden (1911)
- Saved by the Pony Express (1911)
- A Fair Exchange, de Joseph A. Golden (1911)
- A New York Cowboy, de Francis Boggs (1911)
- A Tennessee Love Story, de Joseph A. Golden (1911)
- The Two Orphans, de Francis Boggs y Otis Turner (1911)
- Told in Colorado, de Joseph A. Golden (1911)
- Why the Sheriff Is a Bachelor, de Joseph A. Golden y Tom Mix (1911)
- Western Hearts, de Joseph A. Golden (1911)
- Getting Married, de Colin Campbell (1911)
- Cinderella, de Colin Campbell (1912)
- Miss 'Arabian Nights', de Oscar Eagle (1913)
- Love in the Ghetto, de Oscar Eagle (1913)
- Put to the Test, de Hardee Kirkland (1913)
- The Stolen Face, de Oscar Eagle (1913)
- The Coast of Chance, de Oscar Eagle (1913)
- The Water Rat, de Oscar Eagle (1913)
- The Man in the Street, de Oscar Eagle (1913)
- The Price of the Free, de Hardee Kirkland (1913)
- The Jeweled Slippers (1913)
- The Wheels of Fate, de Oscar Eagle (1913)
- Around Battle Tree, de Oscar Eagle (1913)
- The Fifth String (1913)
- The Invisible Government, de Oscar Eagle (1913)
- The Conscience Fund, de Francis J. Grandon (1913)
- The Royal Box, de Oscar Eagle (1914)
- A Cry at Midnight, de Alexander Hall (1916)
- Rose of the Alley, de Charles Horan (1916)
- Dimples, de Edgar Jones (1916)
- Lovely Mary, de Edgar Jones (1916)
- Peggy, the Will O' the Wisp, de Tod Browning (1917)
- Somewhere in America, de William C. Dowlan (1917)
- Dust of Desire, de Perry N. Vekroff (1919)
- Checkers, de Richard Stanton (1919)
- In Walked Mary, de George Archainbaud (1920)
- Love's Flame, de Carl Gregory (1920)
- The Truth, de Lawrence C. Windom (1920)
- The Tiger's Cub, de Charles Giblyn (1920)
- Room and Board, de Alan Crosland (1921)
- You Can't Fool Your Wife, de George Melford (1923)
- Salomy Jane, de George Melford (1923)
- Crooked Alley, de Robert F. Hill (1923)
- The Making of O'Malley, de Lambert Hillyer (1925)
- Alas, de William A. Wellman (1927)
- The Big Broadcast, de Frank Tuttle (1932)
- Air Mail, de John Ford (1932)
- Afraid to Talk, de Edward L. Cahn (1932)